# Linh dương hoẵng chân trắng
Linh dương hoẵng chân trắng (Danh pháp khoa học: Cephalophus crusalbum) là một loài linh dương hoẵng (Cephalophinae) có kích thước trung bình thuộc họ Trâu bò (Bovidae). Nó được mô tả là phân loài của linh dương hoẵng Ogilby (Cephalophus ogilbyi) do Peter Grubb mô tả vào năm 1978. Hiện nay nó được coi là loài riêng biệt.

## Đặc điểm
Chiều dài tới đầu thường khoảng 96,5-104,1 cm (38,0-41,0 in), nhưng có hai mẫu vật thu thập được lại có độ dài 145 cm. Chiều dài đuôi là từ 13 đến 16 cm và trọng lượng khoảng 20 kg (44 lb). Bộ lông màu nâu vàng. Các chân sau và mông có màu sậm hơn so với hai chân trước. Cổ, phần thân trước và bụng có màu xám. Một màu đen sọc vằn trên lưng rộng từ 2,5-6,0 cm chạy dài từ vai đến mông, nơi mà nó thu hẹp xuống còn 1 cm và kéo dài đến chóp đuôi.
Bên cạnh những sọc giữa màu đen của đuôi màu nâu vàng. Bốn chân chúng tương đối dài, có lông màu trắng riêng biệt dưới xương cổ chân. Cổ họng và hàm dưới có màu trắng. Các búi hào quang giữa đôi mắt khá tối màu. Đôi tai có lông đen thưa thớt ở hai bên ngoài. Cả hai giới có sừng, độ dài sừng từ 8,7-10,9 cm được đo ở con đực, và khoảng 5 cm ở con cái.